# 曹雪芹
曹 雪芹（そう せっきん、簡体字: 曹 雪芹; 拼音: Cáo Xuěqín; ウェード式: Ts'ao Hsueh-ch'in; 粤拼: cou⁴ syut³ kan⁴、1715年頃 - 1763年初（乾隆27年末））は、中国清の乾隆時期の作家。名は霑、雪芹は号、字は夢阮（字・号と生没年についても異説がある）。
生れは江寧府（現在の江蘇省南京市）。清朝の八旗軍に属する旗人の家柄で、北宋の名将曹彬の末裔と称する。中国を代表する古典小説『紅楼夢』の作者とされる。『紅楼夢』の出版を援助し評論を付した脂硯斎は曹雪芹の一族という説が有力である。

## 経歴
曹雪芹の家は曾祖父曹璽の代から三代四人にわたって江寧織造の職につき、江南で清朝のために情報収集活動を行っていた。なかでも祖父曹寅は康煕帝の乳兄弟であったことから帝の寵愛を受け、莫大な富を蓄積したが（文人の袁枚の所有として有名になった『随園』はもと曹家の別荘であった）、雍正帝の時代になると寵愛は失われ、家産は没収された。一家は後に北京に移り、曹雪芹が紅楼夢を書いた18世紀半ばには窮貧はなはだしく、これによって今でも曹雪芹の伝記についてはわからないことが多い。困窮の中でもっぱら『紅楼夢』の完成に精魂を傾けた。ただし、現行百二十回中曹雪芹の書いた部分は八十回までで、残りの部分は散逸または筆禍を恐れて破棄されたという。
曹雪芹は画才に優れていたといわれ、宮廷画家の声がかかったこともあったという。
中華人民共和国で、曹操70世で、曹髦67世の子孫を自称する曹祖義によると、一族の間では、曹雪芹もまた、曹操の末裔と伝承されていたという。
なお「『紅楼夢』―性同一性障碍者のユートピア小説」（汲古書院、2010年）で紅楼夢の主人公賈宝玉の特異なキャラクターは宝玉が性同一性障碍であったためであるという説を立てた合山究は「宝玉のモデルが作者自身であるという説が有力であることや、また当時の中国の男性にしては尋常でなく女性の心理や生活の描写が巧みである点などからして、曹雪芹本人も性同一性障碍であったのではないか」と推測している。